# Stephanie Welsh
Pour les articles homonymes, voir Welsh.
Stephanie Welsh (née le 27 juin 1973) est une ancienne photographe américaine devenue sage-femme. Durant sa carrière de photographe, Welsh devient la plus jeune lauréate du prix Pulitzer lorsqu'elle se voit attribuer en 1996 le prix Pulitzer de la photographie d'article de fond pour ses clichés sur l'excision d'une jeune Kenyanne.
En tant que sage-femme, elle est secrétaire de la branche du Connecticut du Collège américain des infirmières sages-femmes de 2014 à 2015, avant d'en devenir la vice-présidente.

## Biographie
Welsh est née le 27 juin 1973 à Quantico dans l'état de Virginie aux États-Unis. Elle est titulaire d'un baccalauréat universitaire en sciences de l'université de Syracuse en 1995, et d'un master en sciences de l'université Yale en 2002.
Welsh début sa carrière en travaillant pour un journal local de Syracuse avant de déménager à Nairobi au Kenya pour travailler au Daily Nation en 1994. Elle retourne aux Etats-Unis en 1996 pour devenir photographe au Palm Beach Post jusqu'en 1999, date à laquelle elle met fin à sa carrière de photographe. Welsh devient alors sage-femme dans un établissement de gynécologie obstétrique à Mansfield dans l'état du Connecticut. Durant sa nouvelle carrière, Welsh enseigne dans de nombreuses universités dont l'université du Connecticut et l'université de Georgetown. Outre ses activités d'enseignement, elle est secrétaire de la branche du Connecticut du Collège américain des infirmières sages-femmes de 2014 à 2015 avant d'en devenir la vice-présidente.
Welsh remporte le prix Pulitzer de la photographie d'article de fond pour ses photos sur l'excision d'une jeune étudiante au Kenya, Seita Lengila. Alors âgée de 22 ans, elle est la plus jeune lauréate d'un prix Pulitzer. Ces mêmes clichés lui ont aussi valu la seconde place du concours World Press Photo en 1996 dans la catégorie "Les gens dans l'actualité". Enfin, ces photos sont aujourd'hui exposées au Newseum et à l'université de St. Lawrence.